# أعظم معارك الدبابات
أعظم معارك الدبابات هي سلسلة وثائقية عسكرية يتم بثها حاليًا على تلفزيون التاريخ والقناة الجغرافية الوطنية في كندا، حيث تم عرضها لأول مرة في 4 يناير 2010. تم اختيار المسلسل في وقت لاحق في الولايات المتحدة من قبل القناة العسكرية، حيث عرض لأول مرة في 5 يناير 2011. عرض الموسم الثاني لأول مرة في كندا في 17 يناير 2011.  يتم بث البرنامج أيضًا على ديسكفري كوميونيكيشنز في جميع أنحاء أوروبا والشرق الأوسط وأفريقيا.  الدول الأخرى التي وقع فيها المعرض على صفقات البث تشمل الهند ( قنوات فوكس الدولية ) والصين (LIC بكين)، وأشرطة الديفيدي في أستراليا ( Beyond Distribution ). 

## العرض
يتم توضيح المعارك في كل حلقة من خلال مزيج من إعادة تمثيل صور منشأة بالحاسوب ثلاثية الأبعاد، وعندما يكون ذلك ممكنًا، يتضمن مقابلات مع المشاركين من جانبي المعركة. يقدم المؤرخون العسكريون والخبراء الآخرون تحليلًا للتكتيكات المستخدمة وقرارات ساحة المعركة المتخذة. كما يتم عرض إحصائيات تفصيلية عن المعدات والمركبات المستخدمة، إلى جانب معلومات أساسية عن الظروف التاريخية التي أدت إلى المعركة المميزة وما تلاها.  

## في وسائل الإعلام الجانبية الأخرى
تم وضع تطبيق لهاتف أيفون. 

## روابط خارجية
- أعظم معارك الدبابات على موقع IMDb (الإنجليزية)
- أعظم معارك الدبابات على موقع قاعدة بيانات الفيلم (الإنجليزية)

- الموقع الرسمي
- أعظم صفحة معارك دبابات في تلفزيون التاريخ
- أعظم صفحة معارك دبابات في القناة العسكرية
- أعظم صفحة معارك دبابات في TV Guide.com